# Удалрих II (Айхщет)
Удалрих II/Улрих II фон Айхщет (на немски: Udalrich II/Ulrich II Bischof von Eichstätt; † 3 септември 1125, Айхщет) е княжески епископ на Айхщет (1117 – 1125).

## Биография
Той е син на катедралния фогт Фридрих II фон Регенсбург († сл. 1095/1100) и съпругата му Аделхайд фон Ваймар-Истрия-Крайна († 1122) от фамилията Ваймар-Орламюнде, дъщеря на маркграф Улрих I от Истрия-Крайна († 1070) и София Унгарска († 1095), дъщеря на унгарския крал Бела I († 1063). Брат е на Фридрих III фон Регенсбург († 1120), катедрален фогт на Регенсбург, граф на Боген.
Удалрих II е през януари 1114 г. гост при женитбата на Хайнрих V и Матилда от Англия. Присъства също и при други имперски политически събирания. Той умира от епидемия.